# Vissel Kobe
Vissel Kobe (Japans: ヴィッセル神戸, Visseru Kōbe) is een Japanse voetbalclub die uitkomt in de J-League, de hoogste divisie in Japan.

## Geschiedenis
Vissel Kobe is opgericht in 1966 als Kawasaki Steel Soccer Club in Kurashiki. De club was nooit aanwezig op het hoogste niveau omdat de eigenaar Kawasaki Steel weinig interesse toonde in professioneel voetbal.
In 1994 sluit Kawasaki Steel een akkoord met Kobe om de club naar die stad te laten verhuizen om zo een club te creëren die mee kan doen in de J-League. De naam van de club werd toen veranderd naar het huidige Vissel Kobe. Kobe verwijst naar de stad, Vissel is een samenvoeging van de Engelse woorden victory en vessel die overwinning en schip betekenen. Het laatste woord verwijst naar de functie van Kobe als havenplaats.
In 1995 debuteerde Vissel Kobe in de Japan Football League, een jaar later behaalde het promotie naar de J-League. Officieel was deze plaats voorbehouden aan de club van Honda (Honda Hamamatsu), maar boze stemmen beweren dat de grote motorenbouwers Nissan (Yokohama F. Marinos), Yamaha (Júbilo Iwata) en Toyota (Nagoya Grampus Eight) dit verhinderden en zo de weg vrij gaven voor Vissel Kobe.
Het verblijf van Vissel Kobe in de J-League begon derhalve in 1997 maar was weinig succesvol. Door weinig financiële steun (onder andere door de economische teruggang in Kobe na de aardbeving) en mismanagement speelde de club voornamelijk onder in de J-League. In december 2003 vroeg de club zelfs een faillissement aan. In 2004 werd de club verkocht aan een investeerder, Crimson Group. De eigenaar van dit bedrijf is de huidige president Hiroshi Mikitani en onder zijn bewind werden de clubkleuren veranderd naar de kleuren van zijn bedrijf en oude universiteit (Harvard Business School). De investeringen hebben tot nu toe weinig succes gebracht. In 2005 degradeerde de club zelfs naar de J-League 2 om vervolgens een jaar later via de play-offs terug te keren in de J1. De volgende zes seizoenen zou de club uitkomen in de J-League 1. In 2012 degradeerde het opnieuw naar de J-League 2. In 2013 eindigde de club tweede in de J-League 2 en promoveerde zodoende terug naar de J-League 1.

## Erelijst

### J-League 2
- Promotie in 2006 (3e plaats, via play-off), promotie in 2013 (2e plaats)

## Eindklasseringen
- Eerst wordt de positie in de eindranglijst vermeld, daarna het aantal teams in de competitie van het desbetreffende jaar. Voorbeeld 1/18 betekent plaats 1 van 18 teams in totaal.

| Jaar | J1    | J2   |
| ---- | ----- | ---- |
| 1997 | 16/17 |      |
| 1998 | 17/18 |      |
| 1999 | 10/16 |      |
| 2000 | 13/16 |      |
| 2001 | 12/16 |      |
| 2002 | 14/16 |      |
| 2003 | 13/16 |      |
| 2004 | 11/16 |      |
| 2005 | 18/18 |      |
| 2006 |       | 3/13 |
| 2007 | 10/18 |      |
| 2008 | 10/18 |      |
| 2009 | 14/18 |      |

## Bekende (oud-)spelers
- Ryuji Bando
- Chikara Fujimoto
- Naoyuki Fujita
- Kazuki Ganaha
- Hideo Hashimoto
- Mike Havenaar
- Kentaro Hayashi
- Takashi Hirano
- Tomoyuki Hirase
- Masahiko Inoha
- Shoji Jo
- Keiji Kaimoto
- Kunie Kitamoto
- Hiromi Kojima
- Hisashi Kurosaki
- Ryuji Michiki
- Atsuhiro Miura
- Kazuyoshi Miura
- Yasutoshi Miura
- Tsuneyasu Miyamoto
- Shigeyoshi Mochizuki
- Ryota Morioka
- Kensuke Nagai
- Akihiro Nagashima
- Masayuki Okano
- Yoshito Okubo
- Tomoyuki Sakai
- Kazumichi Takagi
- Yuzo Tashiro
- Kazuma Watanabe
- Michihiro Yasuda
- Matthew Bingley
- Thomas Vermaelen
- Bismarck
- Roger Machado Marques
- Oséas
- Fábio Simplício
- Patrick Mboma
- Julián Estiven Vélez
- Pavel Horváth
- Ivo Ulich
- Michael Laudrup
- Lukas Podolski
- Park Kang-Jo
- Kim Nam-Il
- Budimir Vujačić
- Andres Iniesta
- David Villa
- Thomas Bickel
- Ziad Tlemçani
- İlhan Mansız

## Bekende (ex-)trainers
- Stuart Baxter
- Benito Floro
- Juan Manuel Lillo